# Lentipes
Lentipes es un género de peces de la familia Gobiidae y del orden de los Perciformes. Sus especies se distribuyen por el sur de Asia y Oceanía.

## Especies
Se reconocen las siguientes:
- Lentipes adelphizonus Watson & Kottelat, 2006
- Lentipes andamanicus (Mukerji, 1935)
- Lentipes armatus Sakai & Nakamura, 1979
- Lentipes bandama Risch, 1980
- Lentipes bustamantaei Boulenger, 1916
- Lentipes caroline Lynch, Keith & Pezold, 2013
- Lentipes concolor (Gill, 1860)
- Lentipes crittersius Watson & Allen, 1999
- Lentipes dimetrodon Watson & Allen, 1999
- Lentipes kaaea Watson, Keith & Marquet, 2002
- Lentipes multiradiatus Allen, 2001
- Lentipes rubrofasciatus Maugé, Marquet & Laboute, 1992
- Lentipes solomonensis Jenkin, Allen & Boseto, 2008
- Lentipes watsoni Allen, 1997
- Lentipes whittenorum Watson & Kottelat, 1994